# PEX12
PEX12 (англ. Peroxisomal biogenesis factor 12) – білок, який кодується однойменним геном, розташованим у людей на короткому плечі 17-ї хромосоми. Довжина поліпептидного ланцюга білка становить 359 амінокислот, а молекулярна маса — 40 797.
| 10         |  | 20         |  | 30         |  | 40         |  | 50         |
| ---------- |  | ---------- |  | ---------- |  | ---------- |  | ---------- |
| MAEHGAHFTA |  | ASVADDQPSI |  | FEVVAQDSLM |  | TAVRPALQHV |  | VKVLAESNPT |
| HYGFLWRWFD |  | EIFTLLDLLL |  | QQHYLSRTSA |  | SFSENFYGLK |  | RIVMGDTHKS |
| QRLASAGLPK |  | QQLWKSIMFL |  | VLLPYLKVKL |  | EKLVSSLREE |  | DEYSIHPPSS |
| RWKRFYRAFL |  | AAYPFVNMAW |  | EGWFLVQQLR |  | YILGKAQHHS |  | PLLRLAGVQL |
| GRLTVQDIQA |  | LEHKPAKASM |  | MQQPARSVSE |  | KINSALKKAV |  | GGVALSLSTG |
| LSVGVFFLQF |  | LDWWYSSENQ |  | ETIKSLTALP |  | TPPPPVHLDY |  | NSDSPLLPKM |
| KTVCPLCRKT |  | RVNDTVLATS |  | GYVFCYRCVF |  | HYVRSHQACP |  | ITGYPTEVQH |
| LIKLYSPEN  |  |            |  |            |  |            |  |            |

A: Аланін

C: Цистеїн

D: Аспарагінова кислота

E: Глутамінова кислота

F: Фенілаланін

G: Гліцин

H: Гістидин

I: Ізолейцин

K: Лізин

L: Лейцин

M: Метіонін

N: Аспарагін

P: Пролін

Q: Глутамін

R: Аргінін

S: Серин

T: Треонін

V: Валін

W: Триптофан

Білок має сайт для зв'язування з іонами металів, іоном цинку. 
Локалізований у мембрані, пероксисомах.